# Formule van Pick

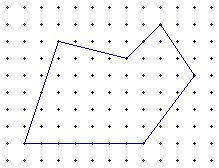
veelhoek op een regelmatig rooster

De formule van Pick is een formule, in 1899 bedacht door Georg Alexander Pick , voor de oppervlakte van een roosterveelhoek, d.w.z. een veelhoek waarvan de hoekpunten op de punten van een regelmatig vierkant rooster liggen. De oppervlakte {\displaystyle A} gemeten in het aantal roostervierkanten kan worden uitgedrukt in het aantal inwendige roosterpunten {\displaystyle i} en het aantal roosterpunten {\displaystyle o} op de omtrek. Er geldt:
{\displaystyle A=i+{\tfrac {1}{2}}o-1}
In het voorbeeld van de figuur is {\displaystyle i=39} en {\displaystyle o=14}. De oppervlakte is dus:
{\displaystyle A=39+14/2-1=45} (vierkantjes).

## Bewijs
Alle hoekpunten van het veelvlak moeten op een punt van het rooster liggen. De figuur kan verdeeld worden in een aantal driehoeken, waarvan van ieder de drie hoekpunten ook hoekpunt zijn van de figuur zelf.
Het symbool {\displaystyle A} wordt tegelijk gebruikt voor de naam en voor de oppervlakte van de figuur.
Voor twee figuren {\displaystyle A_{1}} en {\displaystyle A_{2}} die één zijde met {\displaystyle g} punten gemeenschappelijk hebben, gelden de volgende twee vergelijkingen.
{\displaystyle i_{12}=i_{1}+i_{2}+g-2}
{\displaystyle o_{12}=o_{1}+o_{2}-2g+2}
De gemeenschappelijke punten worden intern, met uitzondering van de twee hoekpunten. Voor de oppervlakte van de twee figuren samen geldt de formule weer:
{\displaystyle A_{12}=i_{12}+{o_{12} \over 2}-1=i_{1}+i_{2}+g-2+{o_{1}+o_{2}-2g+2 \over 2}-1=i_{1}+i_{2}+{o_{1}+o_{2} \over 2}-2=A_{1}+A_{2}}
Omgekeerd geldt, dat wanneer van een figuur {\displaystyle A} een deel {\displaystyle A_{2}} wordt afgehaald, waarvan de hoekpunten ook nog op het rooster liggen en dat van {\displaystyle A} en van {\displaystyle A_{2}} bekend is, dat daarvoor de gegeven formule geldt, de formule voor de overblijvende figuur {\displaystyle A_{1}} ook weer geldt. In plaats van
{\displaystyle A_{12}=A_{1}+A_{2}}
wordt het
{\displaystyle A_{1}=A_{12}-A_{2}}.
De formule geldt voor rechthoeken van {\displaystyle n} bij {\displaystyle m} vakjes.
{\displaystyle o=2\cdot (n+m)}
{\displaystyle i=(n-1)\cdot (m-1)}
dus is
{\displaystyle i+{o \over 2}-1=(n-1)\cdot (m-1)+{2\cdot (n+m) \over 2}-1=n\cdot m}
Dat is gelijk aan de oppervlakte van de genoemde rechthoek.
Voor een rechthoekige driehoek, met korte zijden {\displaystyle n} en {\displaystyle m} en met {\displaystyle g} punten van de hypotenusa op het rooster, is het:
{\displaystyle o=n+m+g+1}
{\displaystyle i=((n-1)\cdot (m-1)-g)/2}
dus is
{\displaystyle i+{o \over 2}-1=n\cdot m/2}
Voor de drie hoekpunten van een willekeurige driehoek, zijn er twee mogelijkheden. Zij liggen of op de omtrek van een rechthoek of twee van de drie hoekpunten liggen op de twee tegenoverliggende hoekpunten van een rechthoek. Het derde hoekpunt ligt binnen de rechthoek en haalt in dat geval een kleinere rechthoek af van de rechthoek die de driehoek omsluit. Dat kan zich alleen voordoen, wanneer de derde hoek een stompe hoek is.
De delen tussen de gekozen driehoek en de omsluitende rechthoek zijn samengesteld uit rechthoekige driehoeken en eventueel een nieuwe, kleinere rechthoek. Daaruit volgt met de regel aan het begin van het bewijs, dat figuren bij elkaar opgeteld en van elkaar afgetrokken mogen worden, de gegeven formule.

## Websites
- Dion Gijswijt: De stelling van Pick[dode link]
- Dion Gijswijt: De stelling van Pick